# Procnias tricarunculatus
Il campanaro dalle tre caruncole (Procnias tricarunculatus (J. Verreaux, 1853)) è un uccello passeriforme migratore appartenente alla famiglia Cotingidae, endemico dell'America centrale. 
La specie è caratterizzata da uno spiccato dimorfismo sessuale; il maschio ha testa e gola bianca e il piumaggio rimanente è color castagna. Dalla base del suo becco pendono tre bargigli lunghi, snelli e neri che usa per mettersi in mostra. La femmina ha il piumaggio color oliva con parti inferiori dalle strisce giallastre e un'area di ventilazione gialla.
I campanari dalle tre caruncole si riproducono nelle regioni montane della Costa Rica e migrano nell'Honduras occidentale, in Nicaragua e Panama, anche se i suoi percorsi di migrazione sono poco conosciuti. Il maschio ha un richiamo potente e simile al suono di una campana, e dato che questi uccelli sono solitari e timidi, è più facile sentirli che vederli. L'Unione Internazionale per la Conservazione della Natura ha definito il suo status vulnerabile.